# Uniwersytet Otago

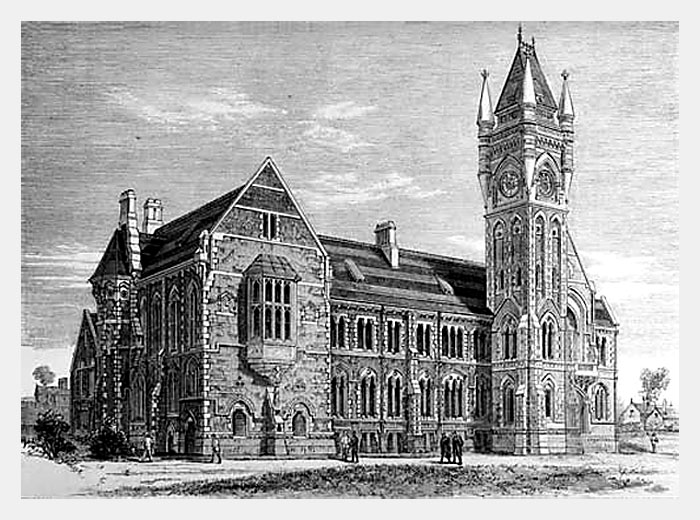
Uczelniana wieża zegarowa w 1879

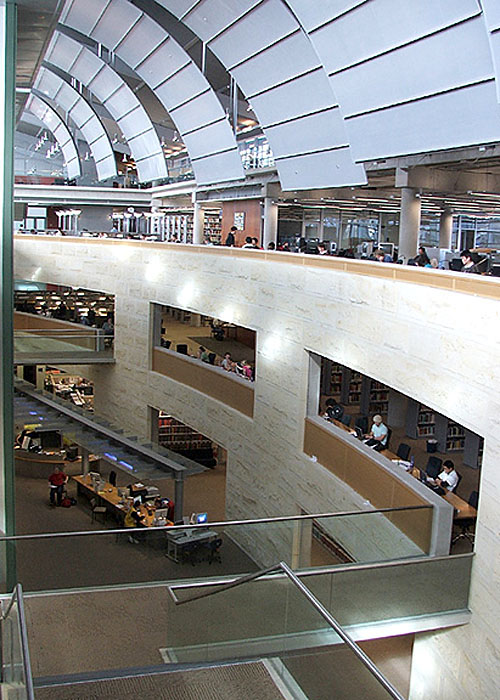
Nowa biblioteka uniwersytecka

Uniwersytet Otago (ang. University of Otago, maor. Te Whare Wānanga o Otago) – nowozelandzka uczelnia publiczna z siedzibą w Dunedin, stolicy regionu Otago.

## Historia
Wraz z gorączką złota, która sprowadzała do Otago nowych osadników, powstało zapotrzebowanie na edukację w tym rejonie. W 1869 roku Rada Prowincji Otago zadecydowała o założeniu pierwszej w kraju uczelni wyższej. Po dwóch latach przygotowań, w budynku przy ulicy Princes Street, (który później przekształcił się w Giełdę Papierów Wartościowych w Dunedin) nauczanie w 1871 roku rozpoczęło zaledwie trzech profesorów i 81 studentów. Pierwszym kanclerzem Uczelni był Thomas Burns (1796-1871), kapłan i współzałożyciel Dunedin. Od 1870 do 1961 roku Uniwersytet Otago był podporządkowany Uniwersytetowi Nowej Zelandii. W 1879 wybudowano pierwszy budynek uniwersytecki w kampusie nad rzeką Leith w North Dunedin. Od 1961 roku Uniwersytet Otago jest w pełni niezależną od innych placówką oświatową.
Uniwersytet Otago był pierwszą w Imperium Brytyjskim uczelnią, gdzie kobiety miały prawo do studiowania. Był również pionierem walki o prawa kobiet. Prawdopodobnie publikacja Mary Ann Müller pt. Odwołanie do mężczyzn z Nowej Zelandii (1869) pomogła w osiągnięciu celu zapewnienia kobietom równego dostępu do edukacji.

## Wydziały
Nauczanie jak i badania naukowe odbywają się w ramach następujących wydziałów:
- Szkoła Biznesu:
  - wydział rachunkowości i finansów
  - wydział ekonomii
  - wydział przedsiębiorczości
  - wydział programów wykonawczych
  - Otago MBA
  - wydział edukacji dla kadry zarządzającej
  - wydział informacji naukowej
  - wydział informatyki medycznej
  - wydział biznesu międzynarodowego
  - wydział zarządzania
  - wydział marketingu
  - wydział turystyki
- wydziały nauk o zdrowiu:
  - Centrum Bioetyki
  - Naukowe Laboratorium Medyczne
  - wydział stomatologii
  - wydział farmaceutyczny
  - szkoła fizjoterapii
  - szkoła nauk medycznych
  - wydział lekarski
    - Szkoła Medyczna w Dunedin
    - Uniwersytet Otago w Christchurch
    - Uniwersytet Otago w Wellington
- wydziały nauk humanistycznych:
  - wydział antropologii i archeologii
  - wydział filologii klasycznych (łacina i greka)
  - Kolegium Edukacji – Te Kura Akau Taitoka
  - wydział filologii angielskiej i językoznawstwa
  - wydział geografii
  - wydział historii i historia sztuki
  - wydział języków i kultury
  - wydział prawa
  - wydział mediów, filmu i komunikacji
  - wydział muzyki i teatru
  - Narodowe Centrum Badań nad Pokojem i Konfliktami
  - wydział filozofii
  - wydział polityki
  - wydział socjologii, gender studies i pracy socjalnej
  - Te Tumu – szkoła studiów Pacyfiku oraz ludności rdzennej
- wydziały nauk ścisłych[4]:
  - wydział nauk stosowanych
  - wydział botaniki
  - wydział chemii
  - wydział informatyki
  - wydział nauk o żywności
  - wydział geologii
  - wydział żywienia
  - wydział nauk morskich
  - wydział matematyki i statystyki
  - wydział fizyki
  - wydział psychologii
  - wydział geodezji
  - wydział zoologii
  - wydział wychowania fizycznego, sportu i nauk ćwiczenia

Mapa kampusu uniwersyteckiego

## Kampusy i budynki uniwersyteckie
W 1877 Maxwell Bury otrzymał zadanie, by zaprojektować budynek dla uniwersytetu w stylu neogotyckim, który zbudowano dwa lata później. Był on wzorowany na budynku Uniwersytetu w Glasgow. W 1884 Bury dostał zleceni rozbudowy kampusu. W 1901 stał się on głównym architektem uniwersyteckim.

## Badania naukowe
Rok 1998 sprawił, że cały świat zwrócił uwagę na Uniwersytet Otago, na którym to zespół badawczy kierowany przez Andrew Wilsona wyprodukował pierwszy kondensat Bosego-Einsteina poza terytorium Stanów Zjednoczonych, Francji i Niemiec.

## Publikacje
Uniwersytet wydaje następujące czasopisma:
- „Computers in New Zealand schools”, 1989-. University of Otago. Department of Education. ISSN 0114-4081. (ang.).brak numeru strony,
- „Women’s studies journal”, 1984-. Women’s Studies Association (N.Z.). Women’s Studies Association New Zealand. ISSN 1173-6615. (ang.).brak numeru strony,
- „Childrenz issues: journal of the Children’s Issues Centre”, 1997-. University of Otago. Children’s Issues Centre.. Children’s Issues Centre. ISSN 1174-0477. (ang.).brak numeru strony[6].